# Eiskunstlauf-Europameisterschaften 2013
Die 105. Eiskunstlauf-Europameisterschaften fanden vom 23. bis 27. Januar 2013 in der kroatischen Hauptstadt Zagreb statt. Der Austragungsort war der Dom sportova.

## Bilanz

### Medaillenspiegel
| Platz | Land        | Gold | Silber | Bronze | Gesamt |
| ----- | ----------- | ---- | ------ | ------ | ------ |
| 1     | Russland    | 2    | 2      | 1      | 5      |
| 2     | Italien     | 1    | –      | 2      | 3      |
| 3     | Spanien     | 1    | –      | –      | 1      |
| 4     | Deutschland | –    | 1      | –      | 1      |
| 4     | Frankreich  | –    | 1      | –      | 1      |
| 6     | Tschechien  | –    | –      | 1      | 1      |

### Medaillengewinner
| Konkurrenz | Gold                                 | Silber                             | Bronze                           |
| ---------- | ------------------------------------ | ---------------------------------- | -------------------------------- |
| Herren     | Javier Fernández                     | Florent Amodio                     | Michal Březina                   |
| Damen      | Carolina Kostner                     | Adelina Sotnikowa                  | Jelisaweta Tuktamyschewa         |
| Paare      | Tatjana Wolossoschar / Maxim Trankow | Aljona Savchenko / Robin Szolkowy  | Stefania Berton / Ondřej Hotárek |
| Eistanz    | Jekaterina Bobrowa / Dmitri Solowjow | Jelena Iljinych / Nikita Kazalapow | Anna Cappellini / Luca Lanotte   |

## Startplätze
Die folgenden Nationen hatten auf Grundlage früherer Europameisterschaften mehr als einen Startplatz:
| Startplätze | Herren                         | Damen                                 | Sportpaare                                        | Eistanzpaare                                                     |
| ----------- | ------------------------------ | ------------------------------------- | ------------------------------------------------- | ---------------------------------------------------------------- |
| 3           | Russland Tschechien Frankreich | Italien Russland                      | Deutschland Russland                              | Russland Frankreich                                              |
| 2           | Spanien Italien Belgien        | Finnland Georgien Schweden Frankreich | Italien Frankreich Vereinigtes Königreich Belarus | Italien Vereinigtes Königreich Deutschland Litauen Aserbaidschan |

## Teilnehmer
| Nation                 | Herren                                              | Damen                                                     | Paare                                                                                                  | Eistanz |
| ---------------------- | --------------------------------------------------- | --------------------------------------------------------- | --- | --- |
| Aserbaidschan          |                                                     |                                                           | | Julija Slobina / Alexei Sitnikow                                                                                |
| Belgien                |                                                     | Kaat Van Deale                                            | | |
| Bulgarien              | Manol Atanassow                                     | Anna Afonkina                                             | Jelisaweta Makarowa / Leri Kentschadse                                                                 | Sarah Coward / Georgi Kentschadse                                                                               |
| Dänemark               | Justus Strid                                        | Anita Madsen                                              | | |
| Deutschland            | Peter Liebers                                       | Nathalie Weinzierl                                        | Aljona Savchenko / Robin Szolkowy Mari-Doris Vartmann / Aaron Van Cleave                               | Tanja Kolbe / Stefano Caruso Nelli Schiganschina / Alexander Gazsi                                              |
| Estland                | Viktor Romanenkov                                   | Jelena Glebova                                            | | Irina Štork / Taavi Rand                                                                                        |
| Finnland               | Valtter Virtanen                                    | Alisa Mikonsaari Juulia Turkkila                          | | Olesia Karmi / Max Lindholm                                                                                     |
| Frankreich             | Florent Amodio Chafik Besseghier Brian Joubert      | Lénaëlle Gilleron-Gorry Maé-Bérénice Méité                | Vanessa James / Morgan Ciprès Darja Popowa / Bruno Massot                                              | Pernelle Carron / Lloyd Jones                                                                                   |
| Georgien               |                                                     | Elene Gedewanischwili                                     | | Angelina Telegina / Otar Dschaparidse                                                                           |
| Griechenland           |                                                     | Isabella Schuster-Velissariou                             | | |
| Israel                 | Oleksij Bytschenko                                  |                                                           | | Allison Reed / Vasili Rogov                                                                                     |
| Italien                | Paolo Bacchini Paul Bonifacio Parkinson             | Carolina Kostner Valentina Marchei Roberta Rodeghiero     | Stefania Berton / Ondřej Hotárek Nicole Della Monica / Matteo Guarise                                  | Anna Cappellini / Luca Lanotte Charlène Guignard / Marco Fabbri                                                 |
| Kroatien               |                                                     | Mirna Librić                                              | | |
| Lettland               |                                                     | Alīna Fjodorova                                           | | |
| Litauen                | Saulius Ambrulevičius                               | Inga Janulevičiūtė                                        | | |
| Luxemburg              |                                                     | Fleur Maxwell                                             | | |
| Monaco                 | Kim Lucine                                          |                                                           | | |
| Niederlande            |                                                     | Michelle Couwenberg                                       | | |
| Norwegen               |                                                     | Anne Line Gjersem                                         | | |
| Österreich             | Viktor Pfeifer                                      | Kerstin Frank                                             | Stina Martini / Severin Kiefer                                                                         | Kira Geil / Tobias Eisenbauer                                                                                   |
| Polen                  | Maciej Cieplucha                                    |                                                           | Magdalena Klatka / Radosław Chruściński                                                                | Alexandra Sworygina / Maciej Bernadowski                                                                        |
| Rumänien               | Zoltán Kelemen                                      | Sabina Măriuţă                                            | | |
| Russland               | Maxim Kowtun Jewgeni Pljuschtschenko Sergei Woronow | Nikol Gosviani Adelina Sotnikowa Jelisaweta Tuktamyschewa | Juko Kawaguti / Alexander Smirnow Xenija Stolbowa / Fjodor Klimow Tatjana Wolossoschar / Maxim Trankow | Jekaterina Bobrowa / Dmitri Solowjow Jelena Iljinych / Nikita Kazalapow Jekaterina Rjasanowa / Ilja Tkatschenko |
| Schweden               | Alexander Majorov                                   | Joshi Helgesson Viktoria Helgesson                        | | |
| Schweiz                | Stéphane Walker                                     | Tina Stürzinger                                           | | Ramona Elsener / Florian Roost                                                                                  |
| Slowakei               |                                                     | Monika Simančíková                                        | | Federica Testa / Lukáš Csölley                                                                                  |
| Slowenien              |                                                     | Patricia Gleščič                                          | | |
| Spanien                | Javier Fernández Javier Raya                        | Sonia Lafuente                                            | | Sara Hurtado / Adrià Díaz                                                                                       |
| Tschechien             | Michal Březina Pavel Kaška Tomáš Verner             | Eliška Březinová                                          | | Lucie Myslivečková / Neil Brown                                                                                 |
| Türkei                 | Ali Demirboğa                                       | Sıla Saygı                                                | | Alissa Agafonowa / Alper Uçar                                                                                   |
| Ukraine                | Jakiw Godoroscha                                    | Natalija Popowa                                           | Julija Lawrentjewa / Jurij Rudyk                                                                       | Siobhan Heekin-Canedy / Dmytro Dun                                                                              |
| Ungarn                 |                                                     |                                                           | | Zsuzsanna Nagy / Máté Fejes                                                                                     |
| Vereinigtes Königreich | Harry Mattick                                       | Jenna McCorkell                                           | Stacey Kemp / David King                                                                               | Charlotte Aiken / Josh Whidborne Penny Coomes / Nicholas Buckland                                               |
| Belarus                | Pawel Ihnazenka                                     | Chriszina Sacharanka                                      | Maryja Paljakowa / Nikita Botschkow                                                                    | Lessja Waladsenkawa / Witali Wakunow                                                                            |

## Ergebnisse
- Pkt. = Punkte
- KP = Kurzprogramm
- KT = Kurztanz
- K = Kür

### Herren
| Platz                          | Sportler                 | Land                   | Pkt.   | KP | KP    | K  | K      |
| ------------------------------ | ------------------------ | ---------------------- | ------ | -- | ----- | -- | ------ |
| 1                              | Javier Fernández         | Spanien                | 274,87 | 2  | 88,80 | 1  | 186,07 |
| 2                              | Florent Amodio           | Frankreich             | 250,53 | 1  | 89,82 | 3  | 160,71 |
| 3                              | Michal Březina           | Tschechien             | 243,52 | 4  | 79,84 | 2  | 163,68 |
| 4                              | Brian Joubert            | Frankreich             | 232,47 | 3  | 83,93 | 5  | 148,54 |
| 5                              | Maxim Kowtun             | Russland               | 226,57 | 7  | 74,46 | 4  | 152,11 |
| 6                              | Alexander Majorov        | Schweden               | 211,88 | 8  | 74,29 | 6  | 137,59 |
| 7                              | Sergei Woronow           | Russland               | 210,18 | 5  | 78,38 | 7  | 131,80 |
| 8                              | Viktor Pfeifer           | Österreich             | 194,77 | 10 | 67,34 | 9  | 127,43 |
| 9                              | Chafik Besseghier        | Frankreich             | 189,67 | 11 | 66,93 | 10 | 122,74 |
| 10                             | Peter Liebers            | Deutschland            | 187,96 | 17 | 56,67 | 8  | 131,29 |
| 11                             | Tomáš Verner             | Tschechien             | 177,41 | 9  | 68,99 | 19 | 108,42 |
| 12                             | Kim Lucine               | Monaco                 | 175,61 | 12 | 63,27 | 16 | 112,34 |
| 13                             | Pawel Ihnazenka          | Belarus                | 171,18 | 14 | 58,38 | 15 | 112,80 |
| 14                             | Oleksij Bytschenko       | Israel                 | 171,12 | 18 | 56,42 | 12 | 114,70 |
| 15                             | Jakiw Godoroscha         | Ukraine                | 170,29 | 15 | 57,44 | 14 | 112,85 |
| 16                             | Javier Raya              | Spanien                | 169,58 | 19 | 54,21 | 11 | 115,37 |
| 17                             | Viktor Romanenkov        | Estland                | 167,98 | 13 | 59,66 | 20 | 108,32 |
| 18                             | Zoltán Kelemen           | Rumänien               | 167,33 | 16 | 57,44 | 18 | 109,89 |
| 19                             | Maciej Cieplucha         | Polen                  | 167,29 | 23 | 52,84 | 13 | 114,45 |
| 20                             | Stéphane Walker          | Schweiz                | 163,11 | 24 | 50,93 | 17 | 112,18 |
| 21                             | Justus Strid             | Dänemark               | 160,08 | 22 | 53,14 | 21 | 106,94 |
| 22                             | Manol Atanassow          | Bulgarien              | 133,21 | 21 | 53,58 | 22 | 079,63 |
| Z                              | Pavel Kaška              | Tschechien             |        | 20 | 53,76 |    |        |
| Nicht für die Kür qualifiziert |                          |                        |        |    |       |    |        |
| 24                             | Paolo Bacchini           | Italien                |        | 25 | 50,68 |    |        |
| 25                             | Valtter Virtanen         | Finnland               |        | 26 | 48,41 |    |        |
| 26                             | Harry Mattick            | Vereinigtes Königreich |        | 27 | 48,08 |    |        |
| 27                             | Saulius Ambrulevičius    | Litauen                |        | 28 | 43,85 |    |        |
| 28                             | Ali Demirboğa            | Türkei                 |        | 29 | 43,47 |    |        |
| 29                             | Paul Bonifacio Parkinson | Italien                |        | 30 | 40,35 |    |        |
| Z                              | Jewgeni Pljuschtschenko  | Russland               |        | 6  | 74,82 |    |        |

Z = Zurückgezogen

### Damen
| Platz                          | Sportlerin                    | Land                   | Pkt.   | KP | KP    | K  | K      |
| ------------------------------ | ----------------------------- | ---------------------- | ------ | -- | ----- | -- | ------ |
| 1                              | Carolina Kostner              | Italien                | 194,71 | 2  | 64,19 | 2  | 130,52 |
| 2                              | Adelina Sotnikowa             | Russland               | 193,99 | 1  | 67,61 | 3  | 126,38 |
| 3                              | Jelisaweta Tuktamyschewa      | Russland               | 188,85 | 4  | 57,18 | 1  | 131,67 |
| 4                              | Valentina Marchei             | Italien                | 171,06 | 3  | 58,22 | 4  | 112,84 |
| 5                              | Viktoria Helgesson            | Schweden               | 155,72 | 6  | 54,77 | 7  | 100,95 |
| 6                              | Nikol Gosviani                | Russland               | 154,41 | 12 | 50,92 | 5  | 103,49 |
| 7                              | Sonia Lafuente                | Spanien                | 152,29 | 11 | 51,07 | 6  | 101,22 |
| 8                              | Joshi Helgesson               | Schweden               | 150,40 | 5  | 55,04 | 9  | 095,36 |
| 9                              | Nathalie Weinzierl            | Deutschland            | 147,52 | 8  | 52,28 | 10 | 095,24 |
| 10                             | Maé-Bérénice Méité            | Frankreich             | 147,14 | 13 | 50,79 | 8  | 096,35 |
| 11                             | Lénaëlle Gilleron-Gorry       | Frankreich             | 143,74 | 7  | 53,32 | 14 | 090,42 |
| 12                             | Kerstin Frank                 | Österreich             | 143,56 | 15 | 49,60 | 12 | 093,96 |
| 13                             | Jelena Glebova                | Estland                | 143,45 | 9  | 51,90 | 13 | 091,55 |
| 14                             | Elene Gedewanischwili         | Georgien               | 142,71 | 16 | 48,75 | 11 | 093,96 |
| 15                             | Monika Simančíková            | Slowakei               | 137,47 | 14 | 50,27 | 15 | 087,20 |
| 16                             | Anita Madsen                  | Dänemark               | 133,35 | 17 | 47,97 | 16 | 085,38 |
| 17                             | Juulia Turkkila               | Finnland               | 130,79 | 10 | 51,47 | 21 | 079,32 |
| 18                             | Kaat Van Daele                | Belgien                | 130,00 | 18 | 47,18 | 18 | 082,82 |
| 19                             | Natalija Popowa               | Ukraine                | 128,54 | 24 | 45,60 | 17 | 082,94 |
| 20                             | Tina Stürzinger               | Schweiz                | 128,38 | 22 | 45,73 | 19 | 082,65 |
| 21                             | Jenna McCorkell               | Vereinigtes Königreich | 126,98 | 19 | 47,17 | 20 | 079,81 |
| 22                             | Anne Line Gjersem             | Norwegen               | 124,48 | 23 | 45,72 | 22 | 078,76 |
| 23                             | Sıla Saygı                    | Türkei                 | 119,27 | 21 | 46,17 | 23 | 073,10 |
| 24                             | Fleur Maxwell                 | Luxemburg              | 113,01 | 20 | 46,66 | 24 | 066,35 |
| Nicht für die Kür qualifiziert |                               |                        |        |    |       |    |        |
| 25                             | Anna Afonkina                 | Bulgarien              |        | 25 | 44,89 |    |        |
| 26                             | Alīna Fjodorova               | Lettland               |        | 26 | 44,87 |    |        |
| 27                             | Roberta Rodeghiero            | Italien                |        | 27 | 44,71 |    |        |
| 28                             | Patricia Gleščič              | Slowenien              |        | 28 | 43,36 |    |        |
| 29                             | Alisa Mikonsaari              | Finnland               |        | 29 | 41,34 |    |        |
| 30                             | Eliška Březinová              | Tschechien             |        | 30 | 40,89 |    |        |
| 31                             | Inga Janulevičiūtė            | Litauen                |        | 31 | 35,53 |    |        |
| 32                             | Michelle Couwenberg           | Niederlande            |        | 32 | 35,28 |    |        |
| 33                             | Isabella Schuster-Velissariou | Griechenland           |        | 33 | 35,09 |    |        |
| 34                             | Sabina Măriuţă                | Rumänien               |        | 34 | 33,89 |    |        |
| 35                             | Mirna Librić                  | Kroatien               |        | 35 | 33,73 |    |        |
| 36                             | Chriszina Sacharanka          | Belarus                |        | 36 | 31,73 |    |        |

### Paare
| Platz | Sportler                                | Land                   | Pkt.   | KP | KP    | K  | K      |
| ----- | --------------------------------------- | ---------------------- | ------ | -- | ----- | -- | ------ |
| 1     | Tatjana Wolossoschar / Maxim Trankow    | Russland               | 212,45 | 1  | 73,23 | 1  | 139,22 |
| 2     | Aljona Savchenko / Robin Szolkowy       | Deutschland            | 205,24 | 2  | 70,21 | 2  | 135,03 |
| 3     | Stefania Berton / Ondřej Hotárek        | Italien                | 187,45 | 3  | 64,28 | 3  | 123,17 |
| 4     | Vanessa James / Morgan Ciprès           | Frankreich             | 178,81 | 4  | 59,27 | 4  | 119,54 |
| 5     | Juko Kawaguti / Alexander Smirnow       | Russland               | 175,48 | 5  | 56,20 | 5  | 119,28 |
| 6     | Xenija Stolbowa / Fjodor Klimow         | Russland               | 167,23 | 8  | 53,70 | 6  | 113,53 |
| 7     | Darja Popowa / Bruno Massot             | Frankreich             | 157,12 | 7  | 53,75 | 7  | 103,37 |
| 8     | Mari-Doris Vartmann / Aaron Van Cleave  | Deutschland            | 141,79 | 6  | 55,14 | 10 | 086,65 |
| 9     | Nicole Della Monica / Matteo Guarise    | Italien                | 140,89 | 9  | 47,26 | 8  | 093,63 |
| 10    | Stacey Kemp / David King                | Vereinigtes Königreich | 131,51 | 10 | 45,39 | 11 | 086,12 |
| 11    | Julija Lawrentjewa / Jurij Rudyk        | Ukraine                | 128,79 | 11 | 41,66 | 9  | 087,13 |
| 12    | Jelisaweta Makarowa / Leri Kentschadse  | Bulgarien              | 115,96 | 13 | 37,15 | 12 | 078,81 |
| 13    | Stina Martini / Severin Kiefer          | Österreich             | 112,29 | 12 | 39,07 | 13 | 073,22 |
| 14    | Maryja Paljakowa / Nikita Botschkow     | Belarus                | 103,13 | 14 | 37,06 | 14 | 066,07 |
| 15    | Magdalena Klatka / Radosław Chruściński | Polen                  | 099,65 | 15 | 34,73 | 15 | 064,92 |

### Eistanz
| Platz                              | Sportler                                 | Land                   | Pkt.   | KT | KT    | K  | K      |
| ---------------------------------- | ---------------------------------------- | ---------------------- | ------ | -- | ----- | -- | ------ |
| 1                                  | Jekaterina Bobrowa / Dmitri Solowjow     | Russland               | 169,25 | 1  | 69,42 | 2  | 099,83 |
| 2                                  | Jelena Iljinych / Nikita Kazalapow       | Russland               | 169,14 | 2  | 68,98 | 1  | 100,16 |
| 3                                  | Anna Cappellini / Luca Lanotte           | Italien                | 165,80 | 3  | 66,53 | 3  | 099,27 |
| 4                                  | Jekaterina Rjasanowa / Ilja Tkatschenko  | Russland               | 155,77 | 4  | 64,52 | 4  | 093,25 |
| 5                                  | Penny Coomes / Nicholas Buckland         | Vereinigtes Königreich | 152,95 | 6  | 60,59 | 5  | 092,39 |
| 6                                  | Nelli Schiganschina / Alexander Gazsi    | Deutschland            | 147,28 | 7  | 60,08 | 6  | 087,20 |
| 7                                  | Julija Slobina / Alexei Sitnikow         | Aserbaidschan          | 144,83 | 5  | 60,93 | 10 | 083,90 |
| 8                                  | Tanja Kolbe / Stefano Caruso             | Deutschland            | 142,54 | 9  | 56,54 | 7  | 086,54 |
| 9                                  | Charlène Guignard / Marco Fabbri         | Italien                | 142,48 | 8  | 57,63 | 8  | 084,85 |
| 10                                 | Pernelle Carron / Lloyd Jones            | Frankreich             | 140,00 | 10 | 55,85 | 9  | 084,15 |
| 11                                 | Irina Štork / Taavi Rand                 | Estland                | 132,90 | 14 | 50,51 | 11 | 082,39 |
| 12                                 | Siobhan Heekin-Canedy / Dmytro Dun       | Ukraine                | 129,36 | 11 | 53,59 | 13 | 075,78 |
| 13                                 | Alissa Agafonowa / Alper Uçar            | Türkei                 | 127,59 | 12 | 50,79 | 12 | 076,80 |
| 14                                 | Lucie Myslivečková / Neil Brown          | Tschechien             | 124,62 | 13 | 50,52 | 15 | 074,10 |
| 15                                 | Sara Hurtado / Adrià Díaz                | Spanien                | 124,26 | 15 | 49,32 | 14 | 074,97 |
| 16                                 | Zsuzsanna Nagy / Máté Fejes              | Ungarn                 | 117,60 | 16 | 48,48 | 17 | 069,12 |
| 17                                 | Federica Testa / Lukáš Csölley           | Slowakei               | 114,62 | 19 | 44,83 | 16 | 069,79 |
| 18                                 | Ramona Elsener / Florian Roost           | Schweiz                | 113,29 | 17 | 45,09 | 18 | 068,20 |
| 19                                 | Olesia Karmi / Max Lindholm              | Finnland               | 110,94 | 20 | 44,29 | 19 | 066,83 |
| 20                                 | Angelina Telegina / Otar Dschaparidse    | Georgien               | 107,26 | 18 | 44,94 | 20 | 062,32 |
| Nicht für den Kürtanz qualifiziert |                                          |                        |        |    |       |    |        |
| 21                                 | Alexandra Sworygina / Maciej Bernadowski | Polen                  |        | 21 | 44,25 |    |        |
| 22                                 | Charlotte Aiken / Josh Whidborne         | Vereinigtes Königreich |        | 22 | 41,83 |    |        |
| 23                                 | Kira Geil / Tobias Eisenbauer            | Österreich             |        | 23 | 40,88 |    |        |
| 24                                 | Lessja Waladsenkawa / Witali Wakunow     | Belarus                |        | 24 | 36,60 |    |        |
| 25                                 | Sarah Coward / Georgi Kentschadse        | Bulgarien              |        | 25 | 34,16 |    |        |
| Z                                  | Allison Reed / Vasili Rogov              | Israel                 |        |    |       |    |        |

Z = Zurückgezogen